# Right Now (album Atomic Kitten)
Right Now è il primo album del gruppo femminile britannico Atomic Kitten. Dell'album esistono due versioni: infatti nella seconda un nuovo componente, Jenny Frost, sostituisce Kerry Katona e si decide di reincidere alcuni brani con la nuova voce. L'album ottiene un discreto successo nella prima versione, mentre riesce ad arrivare anche al primo posto con seconda. Oltre al successo in patria Right Now risulta essere tra gli album più venduti in altre parti del mondo, come in Giappone e Nuova Zelanda.
Dall'album vengono estratti cinque singoli, più uno dalla ristampa.

## Tracce

### Versione 2000
- Right Now 3.35
- Follow Me 3.15
- Cradle 3.45
- I Want Your Love 3.15
- See Ya 2.52
- Whole Again 3.03
- Bye Now 3.29
- Get Real 3.39
- Turn Me On 3.40
- Do What You Want 4.02
- Hippy 2.48
- Strangers 2.44

### Ristampa 2001
- Right Now (Jenny Mix) 3.35
- Follow Me 3.15
- Whole Again (Jenny Mix) 3.03
- Eternal Flame (Jenny Mix) 3.35
- Tomorrow & Tonight (Jenny Mix) 3.24
- Get Real 3.39
- Turn Me On 3.40
- Hippy 2.48
- You Are (Jenny Mix) 3.31
- Cradle (Jenny Mix) 3.45
- Bye Now (Jenny Mix) 3.29
- Strangers 2.44

## Singoli Estratti
- 1999 - Right Now
- 2000 - See Ya
- 2000 - I Want Your Love
- 2000 - Follow Me
- 2001 - Whole Again
- 2001 - Eternal Flame
- 2001 - You Are

## Miglior posizione in varie classifiche
| Paese         | Data            | Posizione | Premi               | Copie   |
| ------------- | --------------- | --------- | ------------------- | ------- |
| Gran Bretagna | agosto 2001     | #1        | 2 Dischi di Platino | 900,000 |
| Svizzera      | 26 agosto 2001  | #4        | Disco d'Oro         | 20,000  |
| Austria       | 19 agosto 2001  | #8        |                     |         |
| Irlanda       | 9 agosto 2001   | #9        |                     |         |
| Nuova Zelanda | 14 ottobre 2001 | #12       | Disco di Platino    |         |
| Paesi Bassi   | agosto 2001     | #44       | Disco d'Oro         | 40,000  |
| Francia       | 9 febbraio 2002 | #61       |                     |         |
| Australia     | giugno 2001     | #86       |                     |         |